# Żurakowscy herbu Sas

herb Sas

Żurakowscy – polski ród szlachecki pieczętujący się herbem Sas, który wziął swoje nazwisko od miejscowości Żuraki (ukr. Жураки) w rejonie bohorodczańskim, na ziemi halickiej.
Licznie rozrodzona na Rusi rodzina, której poszczególne linie używały dla rozróżnienia następujących przydomków: Filowicz, Firtowicz, Hołubowicz, Lechnowicz i Zahurny.
Legitymowali się ze szlachectwa licznie w zaborze austriackim oraz w zaborze rosyjskim.